# Sirens (álbum de May Jailer)
Sirens es una colección de maquetas de la cantante estadounidense Lana Del Rey bajo el pseudónimo May Jailer. Fue lanzado el 2006, en formato de descarga digital vendiendo 10.000 copias en todo el mundo. Se filtró en YouTube en mayo de 2012.

## Lista de canciones
El álbum consta de 15 canciones más 2 bonus, todas escritas por Lana del Rey. 
Todas las canciones escritas y compuestas por Elizabeth Grant. 
| N.º | Título                                                                           | Duración |  |
| 1.  | «For K (Part 1)»                                                                 | 2:51     |  |
| 2.  | «Next to Me»                                                                     | 2:41     |  |
| 3.  | «A Star for Nick»                                                                | 2:43     |  |
| 4.  | «My Momma»                                                                       | 3:25     |  |
| 5.  | «Bad Disease»                                                                    | 3:42     |  |
| 6.  | «Out with a Bang»                                                                | 3:19     |  |
| 7.  | «Westbound»                                                                      | 4:33     |  |
| 8.  | «Try Tonight»                                                                    | 3:35     |  |
| 9.  | «All You Need»                                                                   | 5:48     |  |
| 10. | «I'm Indebted To You»                                                            | 3:59     |  |
| 11. | «Pretty Baby»                                                                    | 3:39     |  |
| 12. | «Aviation»                                                                       | 3:11     |  |
| 13. | «Find My Own Way»                                                                | 4:13     |  |
| 14. | «Pride» (regrabado de Young Like Me EP, originalmente se titulaba «Junky Pride») | 2:52     |  |
| 15. | «Birds of a Feather»                                                             | 2:46     |  |

| Bonus Tracks |                          |          |  |
| N.º          | Título                   | Duración |  |
| 16.          | «Money Hunny»            |          |  |
| 17.          | «Pawn Shop Blues (Demo)» |          |  |